# James F. Reilly
Pour les articles homonymes, voir Reilly (homonymie).
James Francis Reilly, II est un astronaute américain né le 18 mars 1954.

## Vols réalisés
- 22 janvier 1998 : Vol Endeavour STS-89
- 12 juillet 2001 : Vol STS-104
- 8 juin 2007 : Vol STS-117 en direction de la station spatiale internationale